# カザヴァトーレ
カザヴァトーレ（イタリア語: Casavatore）は、イタリア共和国カンパニア州ナポリ県にある、人口約1万9000人の基礎自治体（コムーネ）。

## 語源
カザヴァトーレの名前は、おそらくはcasa(家)と、他の場所でvètereとなったラテン語の「古い」から来た方言vetusから出来ている。

## 地理

### 位置・広がり
ナポリ中心部から北へ5kmの距離にある。

#### 隣接コムーネ
隣接するコムーネは以下の通り。
- アルツァーノ
- カゾーリア
- ナポリ

## 歴史
コムーネは、1946年7月29日までカゾーリアの集落だった。